# Hermann Bahr

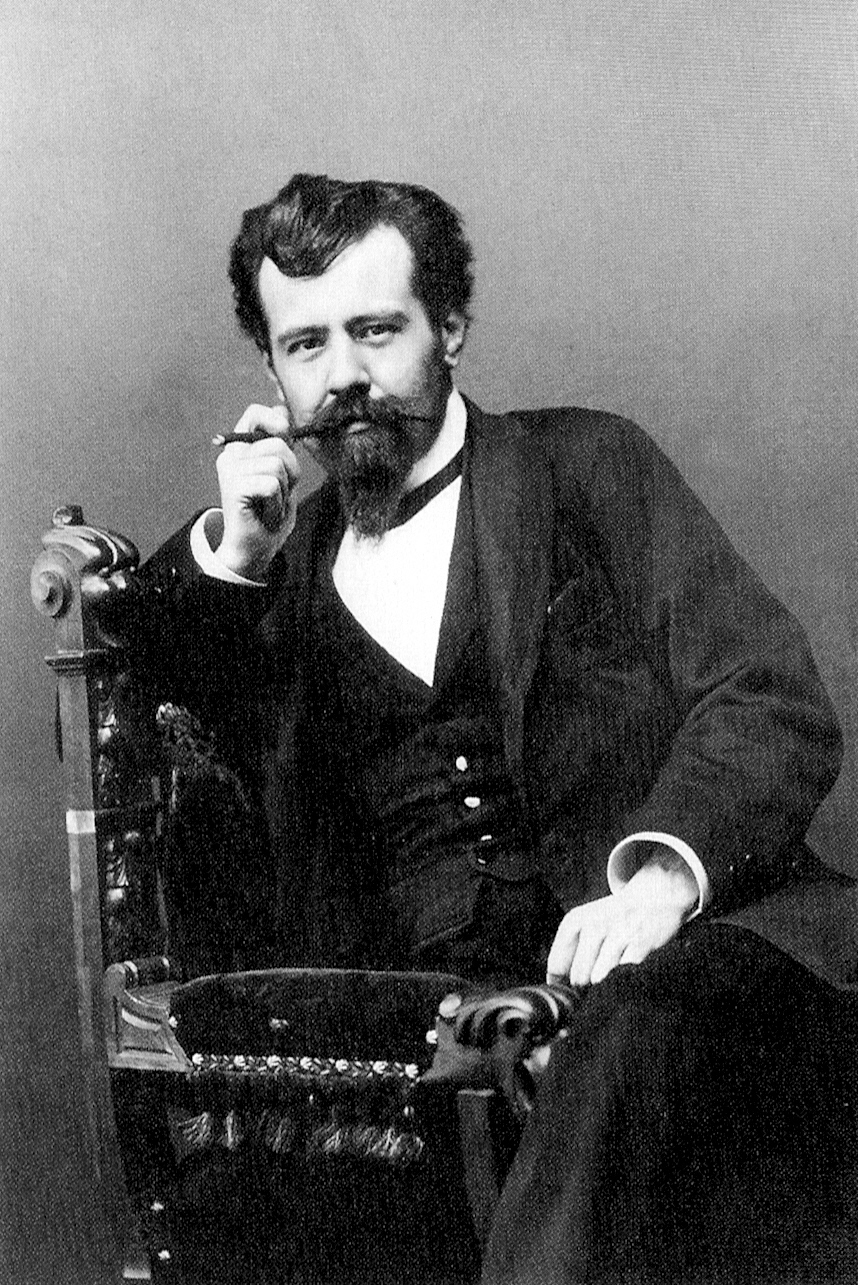
Hermann Bahr (1891)

Hermann Anastas Bahr (* 19. Juli 1863 in Linz, Kaisertum Österreich; † 15. Januar 1934 in München) war ein österreichischer Schriftsteller, Dramatiker sowie Theater- und Literaturkritiker. Er gilt als geistreicher Wortführer bürgerlich-literarischer Strömungen vom Naturalismus über die Wiener Moderne bis hin zum Expressionismus.

## Leben

### 1863–1890

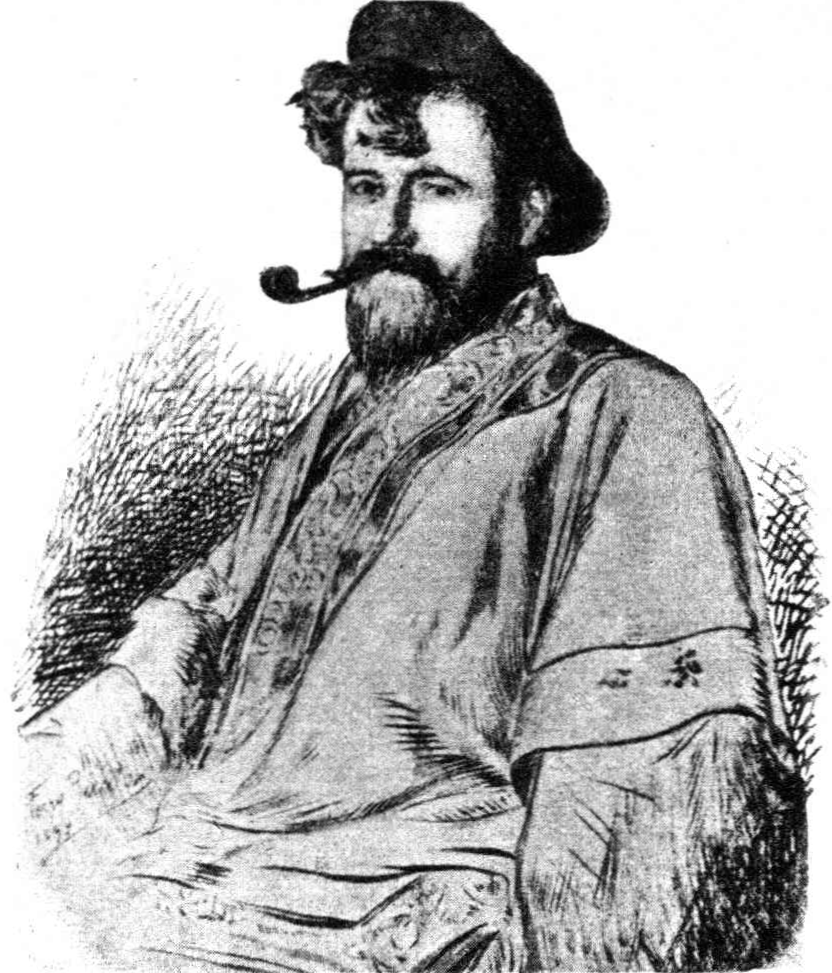
Hermann Bahr (Original-Zeichnung von Ferry Bératon, 1893)

Hermann Bahr kam in der Herrenstraße 12 in Linz als Sohn des Rechtsanwalts, Notars und liberalen Landtagsabgeordneten Alois Bahr (1834–1898) und seiner Frau Wilhelmine (Minna, geborene Weidlich, 1836–1902) zur Welt. Er besuchte in Linz die Volksschule und für vier Jahre das Akademische Gymnasium. Von November 1878 bis 1881 absolvierte er das Benediktiner-Gymnasium in Salzburg. Das Gymnasium beendete er als einer der herausragendsten Schüler, weswegen er die Abschlussrede halten durfte. Die Rede zum Thema Der Wert der Arbeit soll wegen ihrer sozialistischen Aussage zu einem kleinen Skandal geführt haben. Nach dem Umzug nach Wien studierte Bahr Klassische Philologie, wechselte aber schon nach wenigen Wochen zur Rechtswissenschaft. In dieser Zeit wurde der junge Bahr von seinem Onkel Salomo Robiscek in die berühmte Gesellschaft des Café Scheidl eingeführt und wurde 1881 Kneipschwanz der Wiener akademischen Burschenschaft Albia. Trotz Mensur verweigerte er aus Rücksicht auf seinen Vater eine echte Mitgliedschaft. Er lernte Georg von Schönerer, den Führer der Deutschnationalen, kennen und wurde in der Alldeutschen Bewegung aktiv.
Wegen einer das multinationale, habsburgische Österreich ablehnenden Rede beim deutschnationalen Trauerkommers für Richard Wagner wurde er im März 1883 von der Universität Wien relegiert. Nun studierte Bahr jeweils nur wenige Monate in Graz und in Czernowitz weiter.
Im März 1884 schrieb er sich an der Friedrich-Wilhelms-Universität zu Berlin ein, wo er Nationalökonomie bei Adolf Wagner und Gustav von Schmoller hörte. Gleichzeitig besuchte er auch Vorlesungen in Philosophie, Geschichte, Literatur und Kunstgeschichte.
Ohne Abschluss verließ Bahr 1887 Berlin, um zunächst ein Freiwilligenjahr beim 84. Linzer Regiment in Wien abzuleisten. Danach finanzierte sein Vater ihm einen einjährigen Aufenthalt in Paris sowie zum Abschluss eine Reise nach Südfrankreich, Spanien und Marokko. Durch seinen Aufenthalt in Paris wurde das Interesse Bahrs an Literatur und dem Theater verstärkt. War er schon seit 1882 publizistisch aufgetreten, intensivierte sich das gegen Ende des Jahrzehnts zunehmend. Seine erste Sammlung mit Zeitungsarbeiten erschien als Zur Kritik der Moderne im Herbst 1889 (auf 1890 vordatiert). Er schrieb mit der Guten Schule einen Roman in Nachfolge von Joris-Karl Huysmans’ Gegen den Strich, Literatur- und Kunstkritiken sowie Essays, aber auch Erzählungen und Theaterstücke.

### 1889–1900

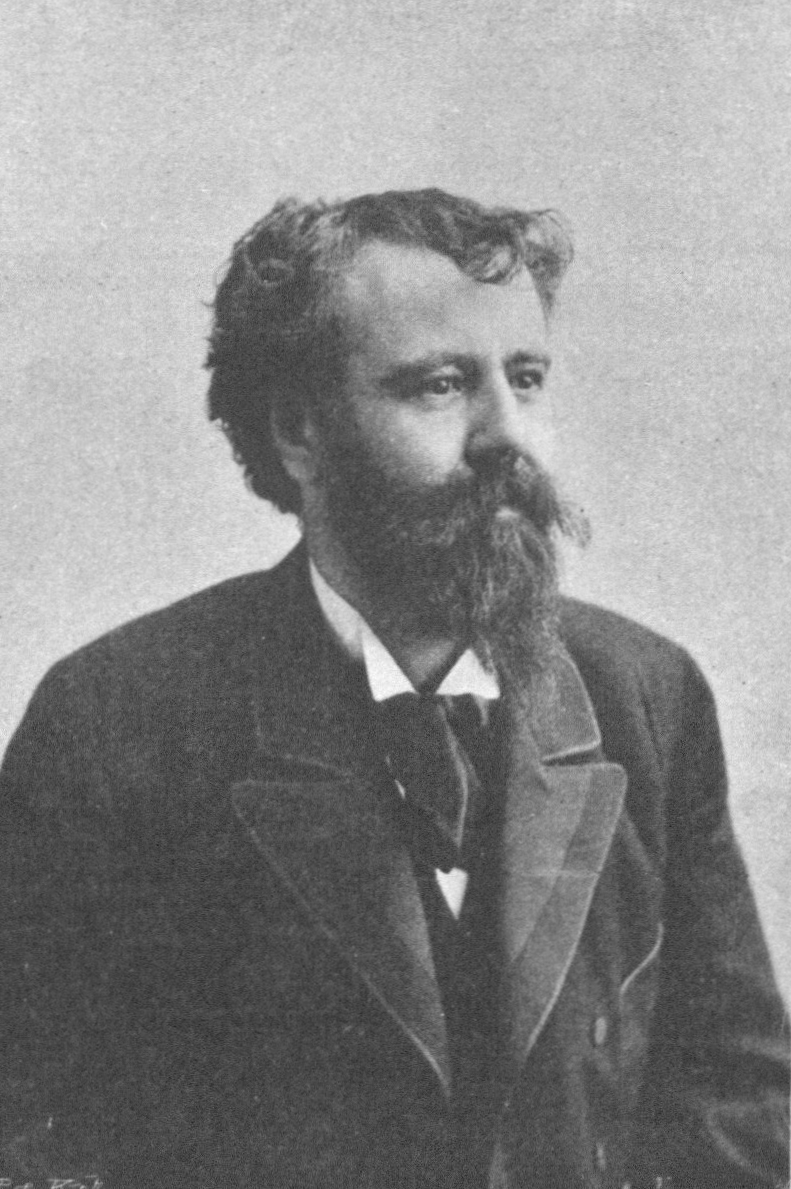
Hermann Bahr (1900)

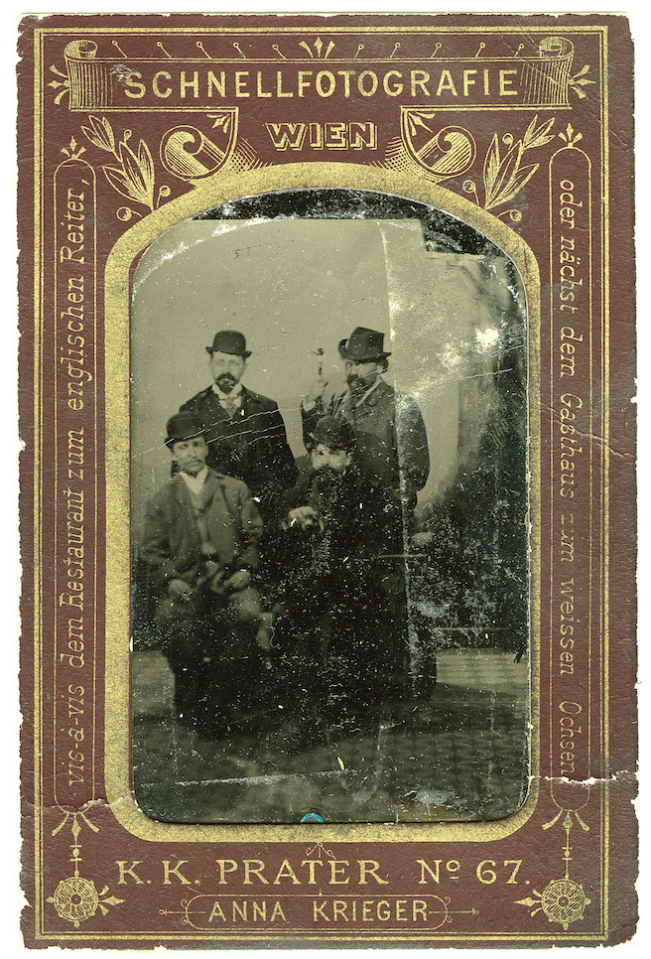
Ferrotypie von Anna Krieger, 1895: Richard Beer-Hofmann, Hermann Bahr, Hugo von Hofmannsthal und Arthur Schnitzler

Im nächsten Jahrzehnt wurde Bahr zunehmend zum Propheten der Moderne. Arbeitete er zunächst für verschiedene Verlage und Zeitschriften, so bestimmte einerseits seine 1890 erfolgte Berufung als Mitarbeiter der Zeitschrift Freie Bühne nach Berlin, andererseits auch die Suche nach einer Festanstellung bzw. Versuche, eigene Zeitungsprojekte auf den Weg zu bringen, seinen weiteren Werdegang. Zum wichtigsten Verlag für seine Bücher wurde in dieser Zeit der 1886 gegründete S. Fischer Verlag in Berlin. Durch die Bücher Bahrs sowie durch ihn vermittelte Titel wurde S. Fischer zu einem der wichtigsten Verlage für die moderne Literatur. Als es ihm nicht gelang, Nachfolger von Otto Brahm bei der Freien Bühne zu werden, verließ er mit Arno Holz, Detlev von Liliencron und anderen Ende Juli 1890 die Redaktion. Im folgenden Jahr reiste Bahr nach St. Petersburg, wo er Eleonora Duse kennenlernte und sie mit Feuilletons in Deutschland und Österreich-Ungarn bekannt machte.
Wieder in Wien, schloss er Bekanntschaft mit Hugo von Hofmannsthal, Arthur Schnitzler, Peter Altenberg und anderen Schriftstellern. Die neuen literarischen Tendenzen, mit denen er so in Kontakt kam, machte Bahr unter dem Namen einer Bewegung Jung-Wiens publizistisch bekannt, wobei Fischer als Verleger fungierte und Bahr selbst zum Sprachrohr dieser Strömung wurde. Ein Buch mit gesammelten Kritiken aus dieser Zeit trägt den programmatischen Titel Die Überwindung des Naturalismus (1891).
In Wien arbeitete Hermann Bahr ab 1892 als Kulturredakteur und Theaterkritiker in der Nachfolge von Ludwig Ganghofer für die Deutsche Zeitung und stieg vom Redakteur zum Mitherausgeber auf. Eine in dieser Zeit geführte Interviewreihe zum Antisemitismus, die er nach dem Vorbild der Enquête sur l'évolution littéraire von Jules Huret gestaltete – und die auch als Buch erschien –, ist möglicherweise das erste deutschsprachige Interviewbuch. Nachdem Bahr 1894 bei der Deutschen Zeitung gekündigt hatte, gründete er mit Heinrich Kanner und Isidor Singer die Wochenschrift Die Zeit, deren Kulturteil er betreute und in der mehrere wegweisende Essays Bahrs erschienen. 1899 kündigte er auch hier und arbeitete in der Folge für den Steyrermühl-Konzern, für dessen Blätter Oesterreichische Volks-Zeitung und Neues Wiener Tagblatt er Theaterkritiken schrieb. 1893 trug er in Neudörfel ein Pistolenduell mit dem Sänger Ferdinand Jäger aus, und am 28. März 1896 lieferte er sich nach einem Streit mit antisemitischen Studenten ein Säbelduell, wobei er für seinen Redaktionskollegen bei der Zeit, Alfred Gold eingetreten war, der als Jude für nicht satisfaktionsfähig galt. Er wurde nur leicht an der Hand verletzt.
Außer als Theaterkritiker trat Bahr in dieser Zeit zunehmend auch als Kritiker der bildenden Kunst hervor. Für die neugegründete Secession wurde er Berater und schrieb Programmatisches für ihre Zeitschrift Ver Sacrum.
Hermann Bahr heiratete 1895 die jüdische Schauspielerin Rosa Jokl (1871–1940), wenngleich sie, bedingt durch die Engagements seiner Frau, oft längere Zeit getrennt lebten. Fünf Jahre nach Schließung der Ehe trennte sich das Paar, die Scheidung erfolgte allerdings erst 1909, und Bahr bezahlte seiner Ex-Frau bis an sein Lebensende Unterhalt.
Von 1897 bis zu seiner Deckung 1907 war Bahr Mitglied der Grenzloge Freundschaft.

### 1900–1909

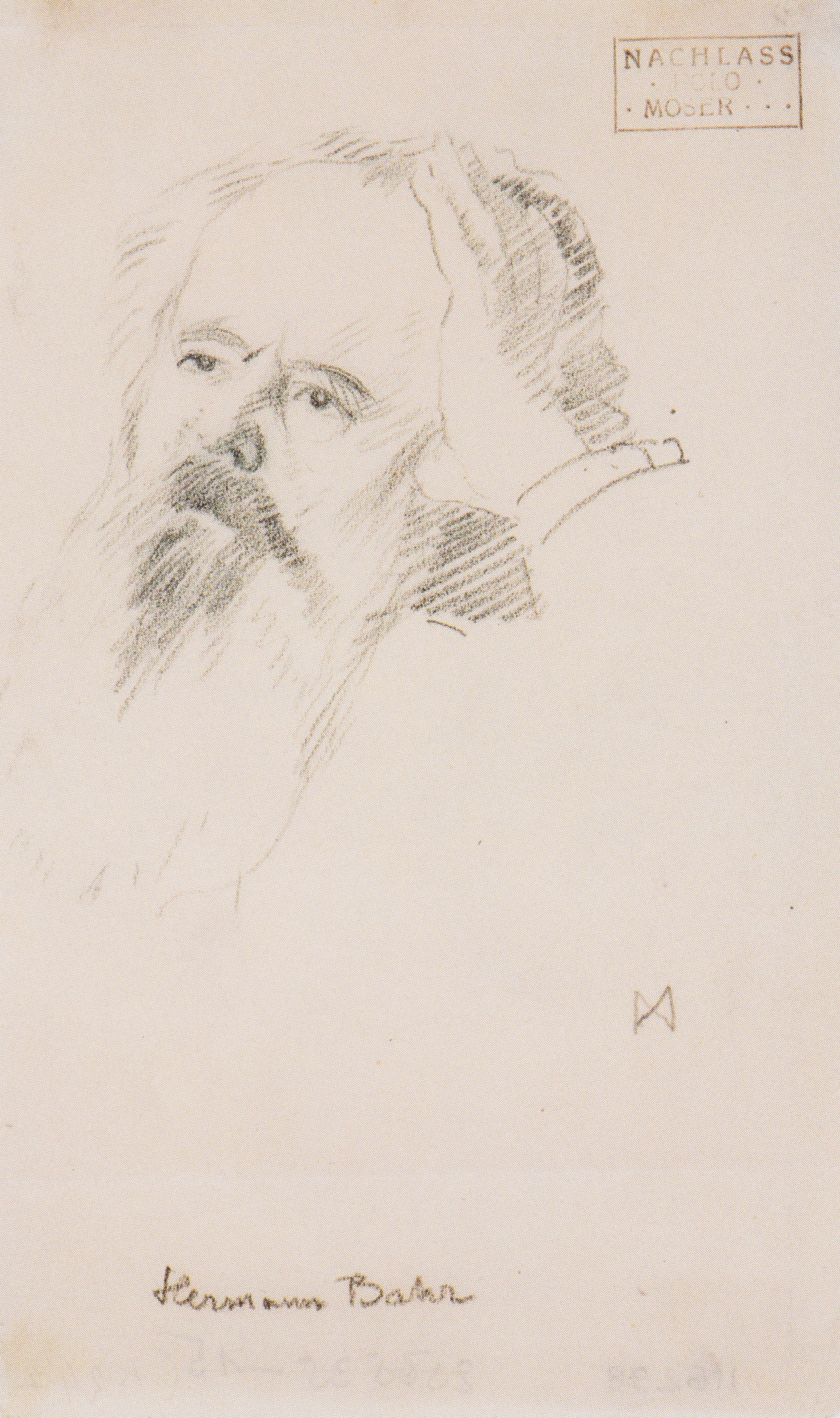
Kolo Moser – Hermann Bahr, ca. 1904

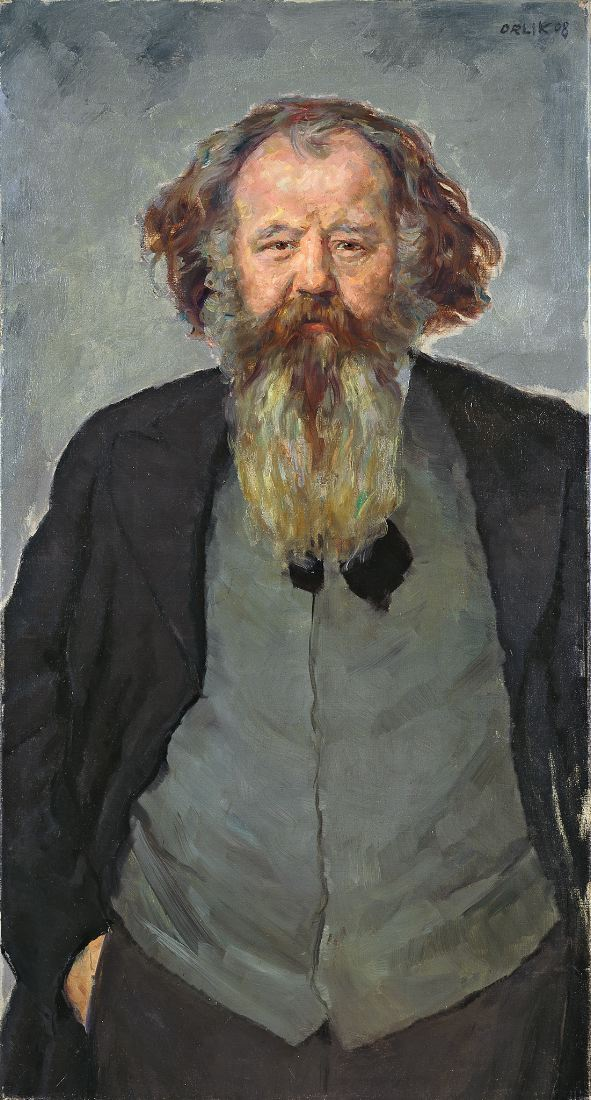
Emil Orlik – Hermann Bahr in Berlin 1908 (Privatbesitz)

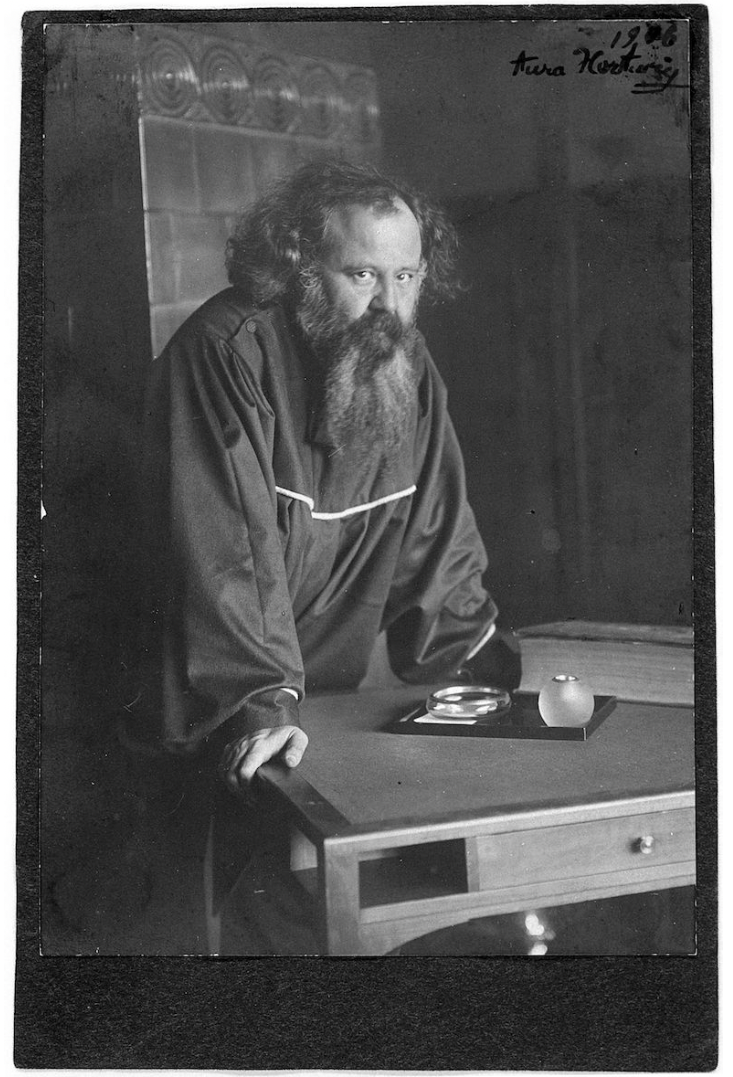
Fotografie von Aura Hertwig (1908)

1899/1900 ließ sich Bahr von dem Architekten Joseph Maria Olbrich das Haus Bahr in Ober Sankt Veit, einem dem Wienerwald sehr nahe gelegenen Stadtteil des 13. Wiener Gemeindebezirks, in der Veitlissengasse 7 bzw. Winzerstraße 22 errichten. (Karl Kraus, für den Bahr schon zuvor ein „rotes Tuch“ gewesen war – nach Shakespeare und Goethe wird Bahr am dritthäufigsten in der Fackel erwähnt –, verlor einen Zivilrechtsprozess wegen Beleidigung, weil er behauptet hatte, dass Bahr vom Direktor des Volkstheaters Emmerich von Bukovics mit dem Grundstück im Gegenzug für positive Berichterstattung bestochen wurde. Kraus dürfte jedoch recht gehabt haben.) Zur Innenausstattung seiner Villa gehörte unter anderem auch Gustav Klimts Nuda Veritas. Bahr nutzte seine publizistische Kraft, indem er sich 1901 und 1902 mit seiner Rede für Klimt und mit Gegen Klimt verstärkt für den Künstler einsetzte.
Neben seiner Tätigkeit als Theaterredakteur (die größeren Kritiken versammelte er in Buchausgaben) wurde Bahr als Lustspieldichter zunehmend erfolgreich. Von seinen insgesamt mehr als 40 Stücken sind jedoch nur Der Meister und Das Konzert (1909) mehrfach verfilmte, bis heute gespielte Stücke. Einige Bemühungen Bahrs scheiterten, einerseits die Gründung eines eigenen Theaters, andererseits musste er auf eine Stelle als Oberregisseur in München trotz unterschriebenem Vertrag verzichten. Dessen ungeachtet zeigte sich seine Bedeutung auch darin, dass ihn Max Reinhardt an das Deutsche Theater in Berlin berief, wo er 1906 bis 1907 vier Aufenthalte bestritt. Das Bühnenbild einer Ibsen-Inszenierung stammte von Edvard Munch. Bahr war auch ein früher Ideengeber für die Salzburger Festspiele.

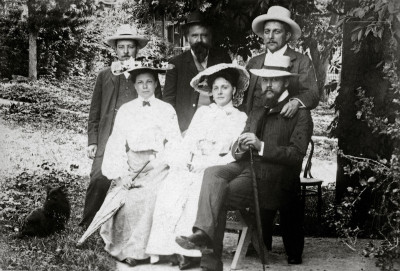
Mit Felix Salten in Altaussee, Juli 1903

Während seine literarische Produktion in den Neunzigerjahren der Dekadenz und der Fin de siècle-Dichtung zuzuordnen ist, begann Bahr 1908 mit Die Rahl eine Reihe ‚Österreichischer Romane‘, die einen zeithistorischen Wert behaupten, da sie die Jahre des Untergangs des Habsburgerreichs umfassen. Österreich ist, neben dem Katholizismus, als das eigentliche Thema seiner zweiten Lebenshälfte zu bezeichnen. Das äußerte sich u. a. in seinen kritischen Schriften wie Wien (1907), Austriaca (1911) und der Dalmatinischen Reise (1909), einem stark rezipierten und „viel gelesenen Buch“.
Als Kritiker und Journalist – nach der Steyrermühl schrieb Bahr 1907–1932 für die Neue Freie Presse Feuilletons, aber auch für bedeutende Blätter in Deutschland (Berliner Tageblatt, Frankfurter Zeitung, Vossische Zeitung, Berliner Börsen-Courier) – gelang es ihm weiterhin, ein gutes Auge für aktuelle kulturelle Tendenzen zu haben. Inszenierte er sich schon in den 1890ern als Kautschukmann und Schlangenmensch des Geistes, so war er auch in den folgenden Jahrzehnten stets auf der Suche nach Neuentdeckungen und neuen Anregungen. Er begleitete so den Jugendstil ebenso wie den literarischen Impressionismus und initiierte mit einer Artikelserie die Entdeckung der Provinz (1899–1900), die sich mit seiner Hinwendung zu Österreich deckte.
Gesundheitlich begann das Jahrzehnt für Bahr mit zwei schweren Erkrankungen, die ihn zum Jahreswechsel 1902/03 und zum Jahreswechsel 1903/1904 an den Rand des Todes führten. Im Rückblick machte er daran den Beginn seiner letzten ‚Wandlung‘ zum Glauben fest. Ein ebenso eingreifender Einschnitt ist der Beginn einer Beziehung mit Anna von Mildenburg, einer der erfolgreichsten Wagner-Interpretinnen ihrer Zeit und ehemalige Geliebte Gustav Mahlers, im Herbst 1904. Im August 1909 heirateten die beiden, nachdem Bahr sich dafür von Rosa Jokl hatte scheiden lassen. Sie blieb bis zu seinem Tod seine Gefährtin und war auch die erste Bearbeiterin seines Nachlasses.

### 1910–1934

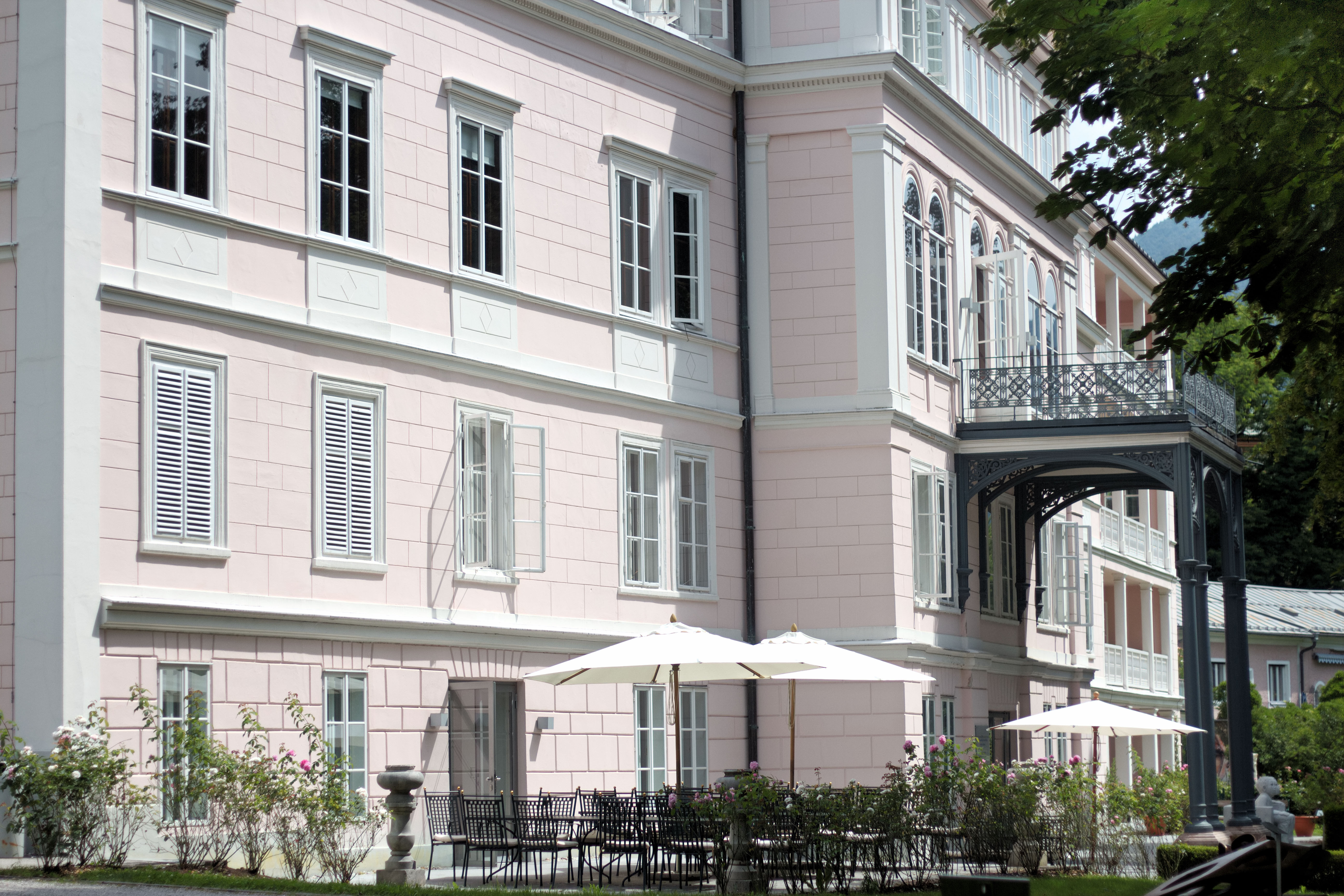
Salzburg, Schloss Arenberg

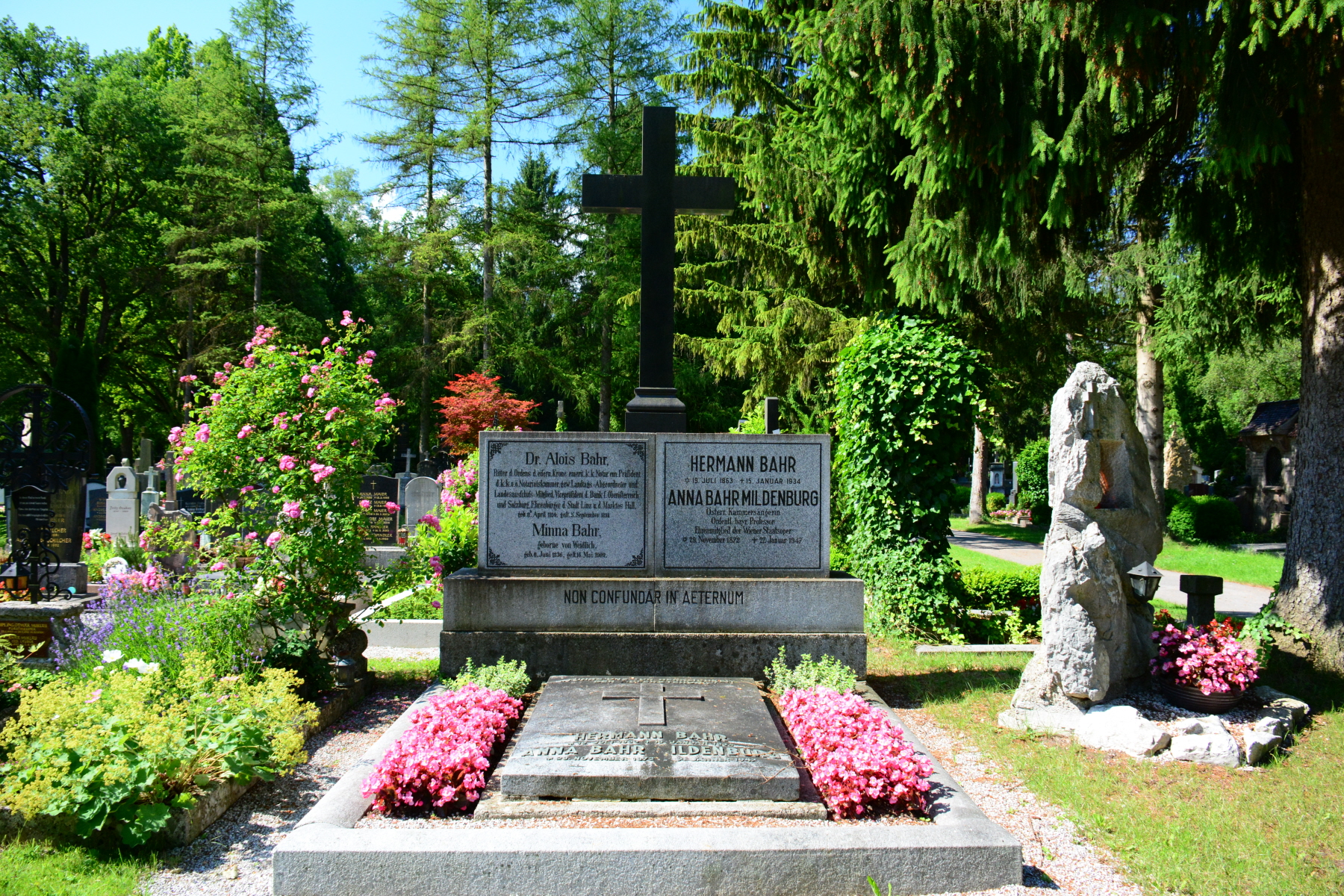
Grab der Familie Bahr

Spätestens mit seinem fünfzigsten Geburtstag im Juli 1913 war Bahr ein Fixpunkt in der deutschsprachigen Kulturszene. Zugleich war damit sein Höhepunkt auch überschritten. Mit Wien hatte er schon 1907 in einem Büchlein abgerechnet und Ende 1912 übersiedelten Anna Bahr-Mildenburg und er in das Piano nobile von Schloss Arenberg in Salzburg. Er konvertierte zum katholischen Glauben und besuchte nunmehr täglich die Messe. Von seinen Freunden wurde der Wandel ebenso ungläubig beobachtet wie von katholischer Seite, die beide meinten, darin eine neue Mode Bahrs zu erkennen, die er ebenso ablegen würde wie viele andere davor. Doch Bahr blieb katholisch bis zu seinem Lebensende. So wurde er auch katholischer Publizist, der vor allem für Das Neue Reich und später für die Schönere Zukunft von Joseph Eberle schrieb.
Außer in, in verschiedenen Druckmedien veröffentlichten, Feuilletons, die wie gewöhnlich in Buchausgaben gesammelt wurden, entfaltete Bahr auch eine zunehmend intensive (und bislang wenig erforschte) Vortragstätigkeit.
Im Ersten Weltkrieg, von dessen Teilnahme er aufgrund seines Alters ausgenommen war, blieb er lange von der herrschenden Kriegsbegeisterung angesteckt, wovon besonders sein Buch Kriegssegen (1915) zeugt. Aber auch in seiner Nachkriegspublizistik neigte er nicht zum Pazifismus, sondern verteidigte den Nutzen des Krieges. Die Kriegspropaganda zeigt erstmals deutlich, dass aus dem Mann von Übermorgen ein Mann von Gestern geworden war.

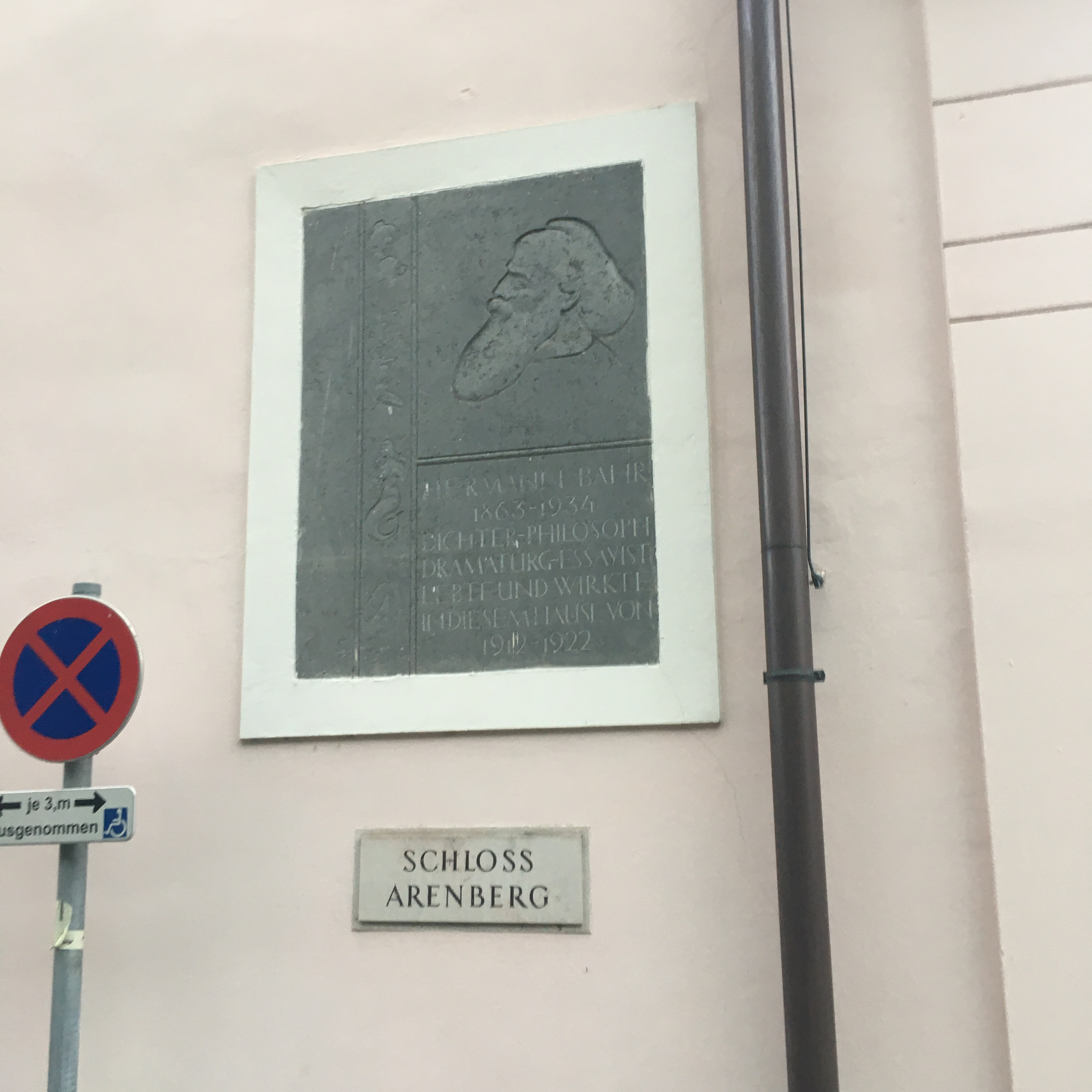
Gedenktafel Hermann Bahr Schloss Arenberg Salzburg

Ein letztes Mal erwies sich Bahr als bedeutsamer Theoretiker der Gegenwart, als er in Expressionismus (1916) versuchte, der neuesten Kunstströmung gerecht zu werden.
Journalistisch bildeten sich zunehmend zwei Kommunikationskanäle heraus: zum einen die ab Herbst 1916 bis Ende 1931 im Neuen Wiener Journal publizierte Kolumne Tagebuch (erste Versuche dazu gab es bereits im vorangehenden Jahrzehnt) mit aktuellen Buchbesprechungen und politischen Kommentaren, zum anderen Aufsätze zu den für ihn zentralen Künstlern wie Dostojewskij, Blaise Pascal, Gustav Mahler, Walt Whitman aber auch Marcel Proust und anderen. Mit großem Einsatz bemühte er sich um die Vorgeschichte Jung-Wiens, indem er seine Vorstellung einer österreichischen Literaturgeschichte skizzierte. Neben Franz Grillparzer leistete er besonders für die (Wieder-)Entdeckung Adalbert Stifters einen nicht geringen Beitrag.
In der Öffentlichkeit war er noch einmal stark präsent, als er von September 1918 bis ins Frühjahr 1919 als erster Dramaturg am Wiener Burgtheater wirkte.
1922 übersiedelte Bahr nach München, wo seine Frau 1920 eine Professur angenommen hatte und er bis zu seinem Tode lebte. 1927 wurde er in die Sektion für Dichtkunst an der Preußischen Akademie der Künste berufen. Zunehmend von Krankheiten, später Demenz geplagt, brach der Kontakt mit vielen seiner Weggefährten in dieser Zeit ab. Am 15. Jänner 1934 starb er.

## Ehrungen

### Ehrengrab
Sein Ehrengrab befindet sich auf dem Salzburger Kommunalfriedhof.

### Straßen
Im Jahr seines Todes wurde in Wien-Floridsdorf (21. Bezirk) die vormals nach dem Sozialdemokraten Anton Schlinger benannte Schlingerstraße in Hermann-Bahr-Straße nach ihm umbenannt. Die Umbenennung wird als Bestandteil der Eliminierung von Straßennamen des Roten Wiens im Austrofaschismus angesehen. Auch in Graz wurde 1951 die Karl-Morre-Gasse in Hermann-Bahr-Gasse umbenannt.
In Lambach, Vöcklabruck, Traun, St. Pölten und Bad Tölz gibt es ebenfalls Hermann-Bahr-Straßen resp. Wege und Gassen. Salzburg verfügt über eine Hermann-Bahr-Promenade.

### Brunnen
In Linz gibt es in der Robert Bernardis-Straße einen Brunnen, der seinen Namen trägt.

## Bedeutung
Hermann Bahr war, insbesondere durch seine kritischen Schriften, ein bedeutender Literatur- und Kulturtheoretiker der Jahrhundertwende im deutschsprachigen Raum und wesentlich an der Definition neuer Stilrichtungen beteiligt. Er verfasste im Laufe seines Lebens über vierzig Theaterstücke, neun Romane, vierzig Bände kritische Schriften sowie eine Autobiographie.
1919 fasst er zentrale ‚Entdeckungen‘ seiner publizistischen Tätigkeit zusammen: 

„[Nicht nur Hugo Wolf.] Ich war’s der d’Annunzio, der die [Eleonora] Duse den Deutschen entdeckte, war unter den ersten, die für Maeterlinck, Klimt und Moissi warben, war’s der zuerst den jungen Hofmannsthal erkannt hat. Ich bilde mir darauf gar nichts ein, es ist eine Gabe der Witterung für Eigenart und Persönlichkeit, wie mancher ein gutes Gehör oder ein scharfes Gesicht hat.“

Bahr war mit vielen bedeutenden Personen seiner Zeit in persönlichem Umgang: In Wien mit Schnitzler, Altenberg, Hofmannsthal, Mahler, Klimt, Otto Wagner, Max Burckhard, Bertha Zuckerkandl, Josef Kainz, Richard Strauss, Stefan Zweig, Egon Friedell, Koloman Moser, Theodor Herzl, Viktor Adler, Josef Redlich u. a., in Salzburg mit Andreas Latzko. In Deutschland mit Arno Holz, Johannes Schlaf, Oscar A. H. Schmitz, Otto Julius Bierbaum, Frank Wedekind, Wolfgang Heine, Gerhart Hauptmann, Samuel Fischer, Max Reinhardt, Otto Brahm, Thomas Mann, Heinrich Mann. International unter anderem mit Ibsen, Émile Zola, Gabriele D’Annunzio, Eleonora Duse, George Bernard Shaw und Ethel Smyth.
Die rege Korrespondenz Bahrs ist vor allem aufgrund von (nunmehr obsoleten) Streitigkeiten im Nachlass nur teilweise veröffentlicht. Eine Liste der im Nachlass aufbewahrten Korrespondenz findet sich auf der Website des Theatermuseums, ein Verzeichnis der gedruckten Briefe auf der Projektwebsite der Universität Wien.
Ein wichtiger Grund für die häufig in der Literatur zu findende (und nur teilweise zutreffende) negative Bewertung Bahrs liegt in den Angriffen, die Karl Kraus in seiner Zeitschrift Die Fackel veröffentlicht hatte, in denen er Bahr oft abschätzig den Herrn aus Linz genannt hatte. Oft wurde das Urteil Kraus’ unhinterfragt übernommen, gerade auch, da der Streit um den Nachlass die Veröffentlichung von Bahrs Werk in den fünfzig Jahren nach seinem Tod fast zum Erliegen brachte.
War Hermann Bahr zu Lebzeiten besonders als Bühnendichter und Feuilletonist bekannt und hielt sich nach seinem Ableben seine Bedeutung am Theater am längsten, so intensivierte sich zuletzt die Auseinandersetzung mit ihm in den 1990er Jahren parallel zu der unter Moritz Csáky in fünf Bänden herausgegebenen Sammlung Tagebücher, Skizzenbücher, Notizhefte. Bahrs Rolle als Vermittler der Moderne und Vermittler zwischen den Kulturen rückte in den Vordergrund.
Von 2009 und bis 2012 lief an der Universität Wien unter der Leitung von Claus Pias ein vom FWF finanziertes Projekt, das die wichtigsten kritischen Schriften in Leseausgaben wieder auflegte und ein Verzeichnis der Texte Bahrs sowie der Erstdrucke erstellte.
Eines seiner bekanntesten Zitate aus dem zum Schlagwort gewordenen Text Die Überwindung des Naturalismus lautet: „Die Herrschaft des Naturalismus ist vorüber, seine Rolle ist ausgespielt, sein Zauber ist gebrochen.“ Aber auch die Texte Die Moderne, Der Symbolismus und Loris sind besonders für die Literaturtheorie des Symbolismus von maßgeblicher Bedeutung.
Bahr war stets an der Zukunft der Literatur interessiert. In seinem Selbstbildnis schrieb er: „Ein […] intellektueller ‚Herr von Adabei‘ bin ich gewesen: da liegen die Tugenden meines Geistes, da seine Laster. […] Ich habe fast jede geistige Mode dieser Zeit mitgemacht, aber vorher, nämlich als sie noch nicht Mode war. Wenn sie dann Mode wurde, nicht mehr. […] ich konnte mit Goethe sagen: Wenn die Leute glauben, ich wäre noch in Weimar, dann bin ich schon in Erfurt!“

## Werke (Auswahl)

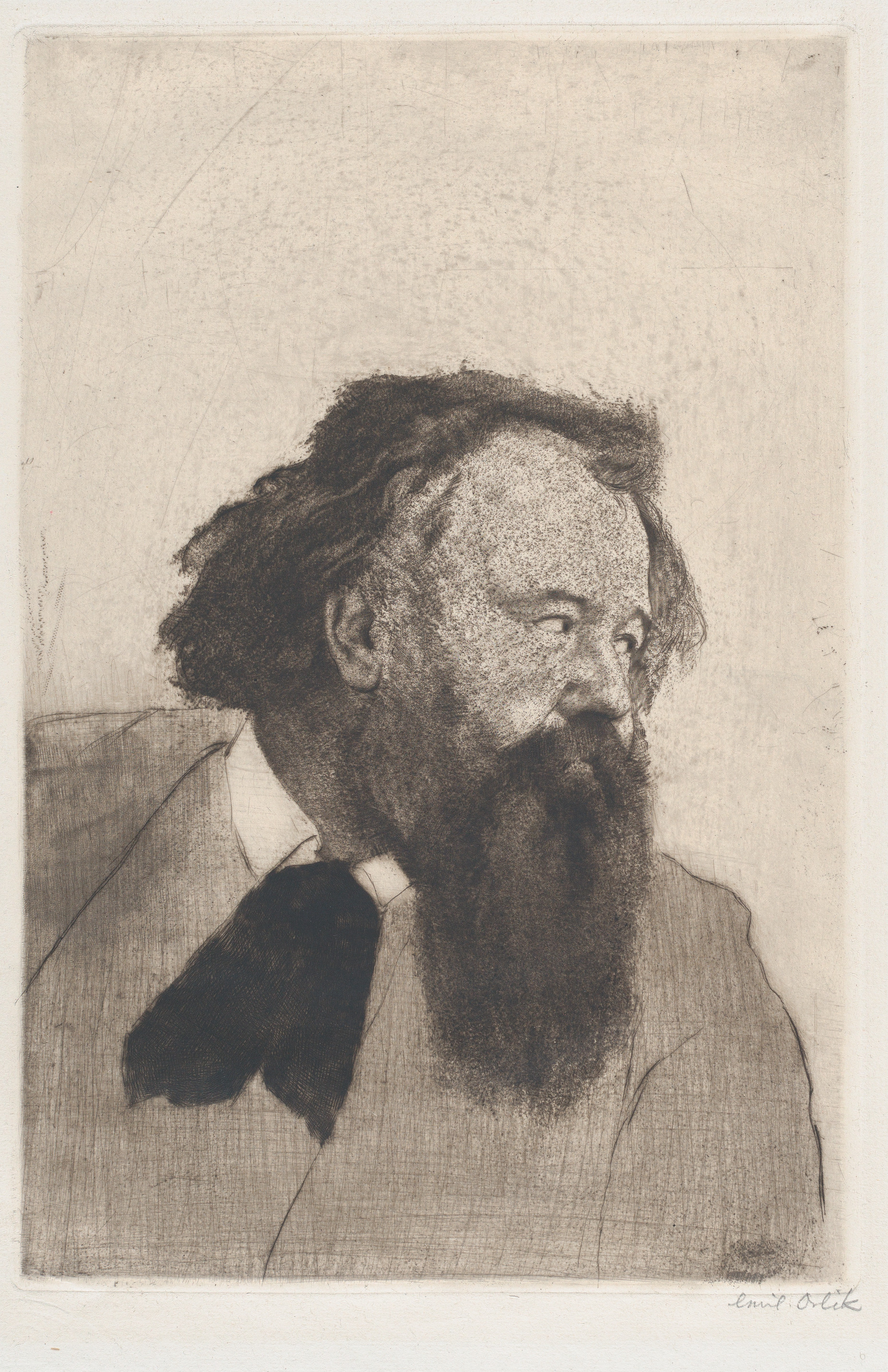
Hermann Bahr
(1904 von Emil Orlik)

### Kritische Schriften
- Zur Kritik der Moderne. Gesammelte Aufsätze. 1890 (online; Neuausgabe 2004)
- Die Überwindung des Naturalismus. 1891 (Neuausgabe 2004)
- Russische Reise. 1893 (online; Neuausgabe 2012)
- Der Antisemitismus. Ein internationales Interview. 1894 (online)[40]
- Studien zur Kritik der Moderne. 1894 (online; Neuausgabe 2006), (Digitalisat)
- Renaissance. Neue Studien zur Kritik der Moderne. 1897 (Neuausgabe 2008)
- Bildung. Essays. 1900 (Neuausgabe 2010)
- Secession. 1900 (online; Neuausgabe 2007)
- Rede über Klimt. 1901 (Neuausgabe zusammen mit Gegen Klimt, 2009)
- Dialog vom Tragischen. 1903 (Neuausgabe 2010)
- Dialog vom Marsyas. Bard, Marquardt & Co., Berlin 1906 (1913: Insel-Bücherei 67/1), Neuausgabe: VDG Weimar, Kromsdorf 2010
- Wien. 1907 (Neuausgabe 2012)
- Buch der Jugend. 1908 (Neuausgabe 2010)
- Dalmatinische Reise. 1909 (Neuausgabe 2012)
- Austriaca. 1911 (Neuausgabe 2011)
- Essays. 1912 (Digitalisat im Internet Archive)
- Inventur. 1912 (Neuausgabe 2011)
- Expressionismus. 1916 (Neuausgabe 2010)
- Summula. 1921 (Neuausgabe 2010)
- Selbstbildnis. 1923 (Neuausgabe 2012)
- Sendung des Künstlers. 1923 (Neuausgabe 2010)

Die Kritischen Schriften in Einzelausgaben lassen sich auf der Projektwebsite der Universität Wien kostenlos als PDF laden.

### Prosa
- Digitalisate dieser und weiterer prosaischer Werke in der Wikisource
- Die gute Schule. Seelenstände. Roman, 1890. Neuausgabe Berlin 1997.
- Fin de siècle. Erzählungen, 1891.
- Dora. Erzählungen. 1893.
- Neben der Liebe. Wiener Roman. 1893.
- Caph. Erzählungen. 1894.
- Theater. Roman. 1897.
- Die Rahl. Roman. 1908.
- Drut. 1909; 2. Auflage: Die Hexe Drut. Roman. 1929.
- O Mensch. Roman. 1910.
- Himmelfahrt. Roman. 1916.
- Die Rotte Korahs. Roman. 1919.
- Österreich in Ewigkeit. Roman. 1929.

### Dramen
- Digitalisate dieser und weiterer prosaischer Werke in der Wikisource
- Die neuen Menschen. 1887.
- Die Mutter. 1891.
- Das Tschaperl. 1897.
- Wienerinnen. 1900.
- Der Franzl. 1900.
- Der Krampus. 1902.
- Der Meister. 1904.
- Ringelspiel. 1907.
- Das Konzert. 1909
- Die Kinder. 1911.
- Das Prinzip. 1912.
- Das Phantom. 1913. (Digitalisat und Volltext im Deutschen Textarchiv)
- Der Querulant. 1914.

### Briefe

#### Sammelausgaben
- Meister und Meisterbriefe um Hermann Bahr. Aus seinen Entwürfen, Tagebüchern und seinem Briefwechsel. Ausgewählt und eingeleitet von Joseph Gregor. Hermann Bauer, Wien 1947 (Museion. Veröffentlichungen der österreichischen Nationalbibliothek, Neue Folge. 1. Reihe: Veröffentlichungen der Theatersammlung).
- Lukas Mayerhofer, Kurt Ifkovits (Hrsg.): Ausgewählte Briefe an Hermann Bahr. In: Hermann Bahr: Mittler der europäischen Moderne. Publikation zur Ausstellung in der „Galerie im Stifter-Haus“, 25. August bis 25. September. Landesverlag, Linz 1998, S. 107–140.

#### Einzelausgaben
- Briefwechsel mit seinem Vater. Ausgewählt von Adalbert Schmidt. Mit einem Nachwort und Register. Wien: Bauer 1971. (Auswahlausgabe, nicht vollständig!).
- Wilhelm Bölsche: Werke und Briefe. Hg. Hans-Gert Roloff. Briefe 1. Briefwechsel mit Autoren der Freien Bühne. Transkription und Kommentar Gerd-Hermann Susen. Weidler, Berlin 2010, S. 704–746.
- Gerd-Hermann Susen: „… denn alles Moderne ist mit uns gegangen“. Der Briefwechsel zwischen Hermann Bahr und Michael Georg Conrad. In: Von den Rändern zur Moderne. Studien zur deutschsprachigen Literatur zwischen Jahrhundertwende und Zweitem Weltkrieg. Festschrift für Peter Sprengel zum 65. Geburtstag. Hrsg. von Tim Lörke, Gregor Streim und Robert Walter-Jochum. Würzburg 2014, S. 27–61
- Peter Sprengel: Hermann Bahr und Gerhart Hauptmann in Briefen und anderen Zeugnissen. Durchgesehen und ergänzt von Martin Anton Müller, Februar 2013, online auf bahr.univie.ac.at.
- Hugo und Gerty von Hofmannsthal – Hermann Bahr: Briefwechsel. 1891–1934. Hg. und kommentiert von Elsbeth Dangel-Pelloquin. Wallstein, Göttingen 2013, ISBN 978-3-8353-1217-3.
- Hermann Bahr und Arno Holz: Briefwechsel. 1887–1923. Hg. von Gerd-Hermann Susen und Martin Anton Müller. Wallstein, Göttingen 2015, ISBN 978-3-8353-1719-2
- Hermann Bahr, Josef Redlich: Dichter und Gelehrter. Hermann Bahr und Josef Redlich in ihren Briefen 1896–1934. Hg. Fritz Fellner. Neugebauer, Salzburg 1980 (= Quellen zur Geschichte des 19. und 20. Jahrhunderts).
- Hermann Bahr, Arthur Schnitzler: Briefwechsel, Aufzeichnungen, Dokumente 1891–1931. Hg. Kurt Ifkovits, Martin Anton Müller. Göttingen: Wallstein 2018, ISBN 978-3-8353-3228-7 Verlagspräsentation, PDF, Erweiterte Webpräsentation
  - Die Ausgabe ersetzt die frühere Edition ohne Gegenbriefe Bahrs: Arthur Schnitzler: The letters of Arthur Schnitzler to Hermann Bahr. Hg. Donald G. Daviau. Univ. of North Carolina Press, Chapel Hill 1978 (= Studies in the Germanic languages and literatures.)
- Andreas Latzko und Hermann Bahr – eine Freundschaft aus rebellischem Geist. Der Briefwechsel 1919–1933. Hg. H. Weichselbaum. Frank und Timme, Berlin 2021.

#### Bibliografie
- Martin Anton Müller: Hermann Bahr – Textverzeichnis. VDG, Weimar 2014, ISBN 978-3-89739-800-9. Online: https://bahr-textverzeichnis.acdh.oeaw.ac.at/

## Verfilmungen
- 1921: The Concert. Regie: Victor Schertzinger, USA
- 1929: Fashions in Love. Regie: Victor Schertzinger, USA, mit Adolphe Menjou, nach dem Bühnenstück Das Konzert
- 1932: Das Konzert
- 1943: Das Lied der Nachtigall
- 1944: Das Konzert  nach dem gleichnamigen Bühnenstück
- 1956: Nichts als Ärger mit der Liebe nach dem Bühnenstück Das Konzert
- 1957: Skandal in Ischl nach dem Bühnenstück Der Meister
- 1964: Das Konzert. Aufzeichnung aus dem Akademie-Theater, Regie: Josef Meinrad, 2009 als DVD bei Hoanzl
- 1970: Der Querulant, Regie: Vaclav Hudecek
- 1975: Die gelbe Nachtigall, Regie: Franz Antel, nach dem gleichnamigen Theaterstück

## Weiteres
- Gegen Klimt. Ungenannte Herausgeber: Hermann Bahr, Max Burckhard, Koloman Moser und Fritz Wärndorfer. Eisenstein, Wien 1903.
- Als Mitarbeiter: „der Jud ist schuld ...?“ Diskussionsbuch über die Judenfrage. Zinnen, Basel u. a. & [C. E. Krug], [Leipzig] 1932.
  - Kritische Besprechung dazu: Jacob Hiegentlich Von der Vergeblichkeit der Argumente, in: De Joodse Wachter, 1. September 1933, Übers. aus dem Niederld. Thomas Kollatz in: Kalonymos, Heft 1/2007, S. 1–3 ISSN 1436-1213
- Als ungenannter Herausgeber: Martha Berger – Das Leben einer Frau. Rikola, Wien 1925.